# TAG Heuer

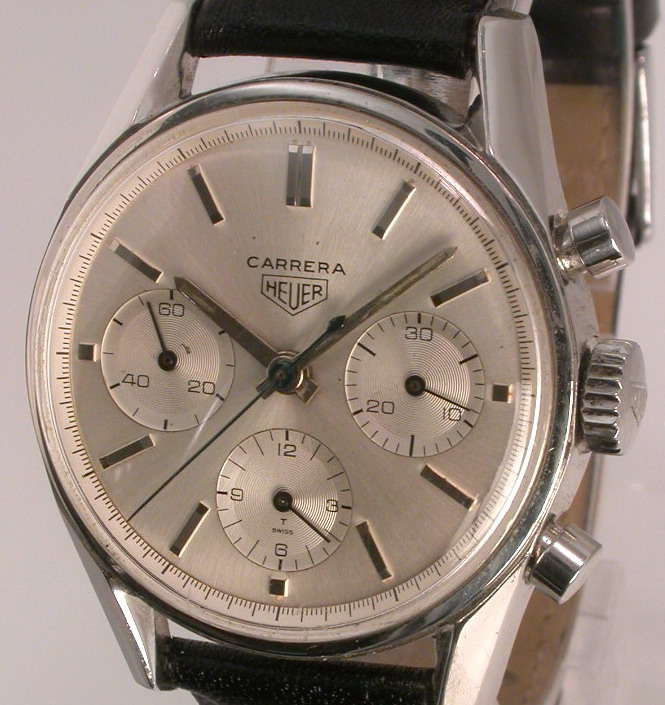
TAG Heuer Carrera

TAG Heuer (ТАҐ Хоєр) — швейцарська годинникова компанія, котра випускає престижні годинники спортивного спрямування, хронометри.
Компанія входить до складу найбільшої світової корпорації, котра виробляє предмети розкоші — LVMH (повністю LVMH Moët Hennessy — Louis Vuitton S.A. — Луі Віттон-Мое-Хеннесі).

## Історія

### Початок
Фірму засновано 1860 року Едуардом Хоєром. А вже 1889 року на паризькій виставці фірма отримала срібну медаль за колекцію хронометрів.
1916 рік став переломним в діяльності фірми, вона запатентувала «Мікрограф» — перші в світі годинники, що визначали час з точністю 1/100 секунди.
А представлений 1969 «Microtimer» вимірював час з точністю 1/1000 секунди.
1962 року годинник фірми полетів в космос (вперше) на руці космонавта Джона Гленна—перший американець, що здійснив орбітальний космічний політ.

### Спорт
У 1963 році компанія представила легендарну на сьогодні модель годинника — Carrera Chronograph, на честь знаменитих колись автоперегонів Carrera Panamericana (Каррера Панамерікана).
1980-ті розпочалися із співробітництва із Формула-1, як офіційний вимірювач часу та постачальника хронометражної техніки.

## Сучасність
У 1999 році 50,1% акцій були продані холдингу LVMH за 739 млн доларів.

## Лінії наручних годинників
- TAG Heuer Indy 500
- Monaco
- Carrera
- Link
- Aquaracer
- Kirium
- Formula 1

## «Обличчя» бренду TAG Heuer
- Шахрукх Кхан
- Тайгер Вудс
- Бред Пітт
- Марія Шарапова
- Ума Турман
- Льюїс Хемільтон
- Кімі Ряйконнен
- Дженсон Баттон
- Джефф Гордон
- Леонардо Ді Капріо
- Армін ван Бюрен
- Криштіану Роналду